# Стефані фон Турецкі
Стефані фон Турецкі (нім. Stefanie von Turetzki (нар.27 листопада 1868, Чернівці; пом.20 листопада 1929, Чернівці) була засновницею і директором першого дівочого ліцею (школи) к. к. Монархії на Буковині за часів Австро-Угорщини.
В 1887–1892 рр. навчалася у Відні і отримала ступінь доктора філософії. Пізніше повернулася в Чернівці і стала викладати у вищій школі для дівчаток (сьогодні вул. Щепкіна), яку очолювала з 1900 року як директор. Викладання велося румунською, німецькою та русинською мовами.
| українська персоналія | Це незавершена стаття про особу, що має стосунок до України. Ви можете допомогти проєкту, виправивши або дописавши її. |